# Henckelia forrestii
Henckelia forrestii là một loài thực vật có hoa trong họ Tai voi (Gesneriaceae). Loài này sinh sống tại khu vực tây bắc tỉnh Vân Nam (Trung Quốc) và được John Anthony mô tả khoa học đầu tiên năm 1934 dưới danh pháp Chirita forrestii. Năm 2011, D.J.Middleton & Mich.Möller chuyển nó sang chi Henckelia.
Chirita forrestii được Wood (1974) coi là thuộc Chirita sect. Chirita, nhưng  Wang et al. (1998) và Li & Wang (2004) lại cho rằng nó thuộc về Chirita sect. Gibbosaccus (hiện nay được chuyển thành một phần chi Primulina). Weber et al. (2011) tạm thời xếp nó vào Henckelia, nhưng rõ ràng là cần có thêm nghiên cứu để xếp nó về đúng vị trí.